# Leo Perutz
Leopold Perutz (n. 2 noiembrie 1882, Praga, Austro-Ungaria – d. 25 august 1957, Bad Ischl, Austria Superioară, Austria) a fost un scriitor și matematician austriac, evreu originar din Cehia și stabilit în Israel. 

## Lucrări scrise
- Die dritte Kugel, München, 1915 ISBN 978-3-423-13579-5.
- Das Mangobaumwunder. Eine unglaubwürdige Geschichte (München, 1916) ISBN 3-426-60100-1.
- Zwischen neun und neun. (1918) ISBN 978-3-88221-654-7.
- Die Feldgerichte und das Volksgericht. (1919)
- Das Gasthaus zur Kartätsche. Eine Geschichte aus dem alten Österreich. (1920)
- Der Marques de Bolibar. (1920). ISBN 978-3-552-05305-2.
- Die Geburt des Antichrist. (1921)
- Der Meister des Jüngsten Tages. (1923)
- Turlupin (1924). ISBN 978-3-552-04703-7.
- Der Kosak und die Nachtigall. (1927) împreună cu Paul Frank)
- Wohin rollst du, Äpfelchen … (1928).
- Die Reise nach Preßburg. (teatru, împreună cu Hans Adler, 1930
- Herr, erbarme Dich meiner. (1930)
- St. Petri-Schnee. (1933). ISBN 978-3-552-05420-2.
- Morgen ist Feiertag. (teatru, comedie, împreună cu Hans Adler și Paul Frank, 1935
- Der schwedische Reiter. (1936)
- Warum glaubst Du mir nicht? (1936) (comedie, împreună cu Paul Frank)
- Nachts unter der steinernen Brücke. Ein Roman aus dem alten Prag. Frankfurt am Main 1953.
- Der Judas des Leonardo. (postum, 1959). ISBN 3-423-13304-X.
- Mainacht in Wien. (1996) ISBN 978-3-423-13544-3.

## Filmografie
- The Adventure of Doctor Kircheisen, regizat de Rudolf Biebrach (1921, bazat pe romanul Das Mangobaumwunder)
- Die Geburt des Antichrist|it, regizat de Friedrich Feher (1922, bazat pe romanul Die Geburt des Antichrist)
- The Marquis of Bolibar, regizat de Friedrich Porges (1922, bazat pe romanul Der Marques de Bolibar)
- Bolibar, regizat de Walter Summers (Regatul Unit, 1928, bazat pe romanul Der Marques de Bolibar)
- The Cossack and the Nightingale, regizat de Phil Jutzi (1935, bazat pe romanul Der Kosak und die Nachtigall)
- Historia de una noche, regizat de  Luis Saslavsky (Argentina, 1941, bazat pe piesa de teatru Morgen ist Feiertag)
- Historia de una noche, regizat de Luis Saslavsky (Spania, 1963, bazat pe piesa de teatru Morgen ist Feiertag)
- Der Meister des Jüngsten Tages, regizat de Michael Kehlmann (1990, film TV, bazat pe romanul Der Meister des Jüngsten Tages)
- St. Petri Schnee, regizat de Peter Patzak (1991, film TV, bazat pe romanul St. Petri Schnee)